# Promozione Basilicata 1987-1988
Nella stagione 1987-1988 la Promozione era sesto livello del calcio italiano (il massimo livello regionale). Qui vi sono le statistiche relative al campionato in Basilicata.
Il campionato è strutturato in vari gironi all'italiana su base regionale, gestiti dai Comitati Regionali di competenza. Promozioni alla categoria superiore e retrocessioni in quella inferiore non erano sempre omogenee; erano quantificate all'inizio del campionato dal Comitato Regionale secondo le direttive stabilite dalla Lega Nazionale Dilettanti, ma flessibili, in relazione al numero delle società retrocesse dal Campionato Interregionale e perciò, a seconda delle varie situazioni regionali, la fine del campionato poteva avere degli spareggi sia di promozione che di retrocessione.

## Squadre partecipanti
| Club                              | Città (provincia)       | Stadio | Stagione precedente                |
| --------------------------------- | ----------------------- | ------ | ---------------------------------- |
| S.S. Avigliano                    | Avigliano (PZ)          |        |                                    |
| Pol. Picerno                      | Picerno (PZ)            |        | 10º posto in Promozione Basilicata |
| A.S. Genzano                      | Genzano di Lucania (PZ) |        |                                    |
| F.C. Maratea                      | Maratea (PZ)            |        |                                    |
| A.S. Melfi                        | Melfi (PZ)              |        |                                    |
| Pol. Michelino De Bonis           | Pietragalla (PZ)        |        |                                    |
| Pol. Moliterno                    | Moliterno (PZ)          |        |                                    |
| A.S. Murese                       | Muro Lucano (PZ)        |        |                                    |
| Pol. Pisticci                     | Pisticci (MT)           |        |                                    |
| Pol. Popolare Pescopagano Invicta | Potenza                 |        |                                    |
| Calcio Pro Matera                 | Matera                  |        |                                    |
| Pol. Real Genzano                 | Genzano di Lucania (PZ) |        |                                    |
| A.P. Rotondella                   | Rotondella (MT)         |        |                                    |
| U.S. Scanzano                     | Scanzano Jonico (MT)    |        |                                    |
| A.S. Tramutola                    | Tramutola (PZ)          |        |                                    |
| A.C. Vallenoce Lauria             | Lauria (PZ)             |        |                                    |

## Classifica finale
|  | Pos. | Squadra             | Pt | G  | V  | N  | P  | GF | GS | DR  |
|  | ---- | ------------------- | -- | -- | -- | -- | -- | -- | -- | --- |
|  | 1.   | Pro Matera          | 50 | 30 | 21 | 8  | 1  | 51 | 13 | +38 |
|  | 2.   | Scanzano            | 47 | 30 | 20 | 7  | 3  | 57 | 18 | +39 |
|  | 3.   | Moliterno           | 38 | 30 | 13 | 12 | 5  | 35 | 20 | +15 |
|  | 4.   | Murese              | 34 | 30 | 14 | 6  | 10 | 36 | 27 | +9  |
|  | 5.   | Genzano             | 32 | 30 | 9  | 14 | 7  | 28 | 26 | +2  |
|  | 6.   | Pescopagano Invicta | 30 | 30 | 8  | 14 | 8  | 29 | 23 | +6  |
|  | 7.   | Vallenoce Lauria    | 30 | 30 | 10 | 10 | 10 | 27 | 31 | -4  |
|  | 8.   | Pisticci            | 29 | 30 | 9  | 11 | 10 | 29 | 25 | +4  |
|  | 9.   | Tramutola           | 26 | 30 | 8  | 10 | 12 | 28 | 37 | -9  |
|  | 10.  | Michelino De Bonis  | 26 | 30 | 8  | 10 | 12 | 36 | 47 | -11 |
|  | 11.  | Avigliano           | 25 | 30 | 9  | 7  | 14 | 23 | 27 | -4  |
|  | 12.  | Rotondella          | 25 | 30 | 7  | 11 | 12 | 31 | 46 | -15 |
|  | 13.  | Picerno             | 25 | 30 | 6  | 13 | 11 | 28 | 46 | -18 |
|  | 14.  | Real Genzano        | 24 | 30 | 5  | 14 | 11 | 14 | 29 | -15 |
|  | 15.  | Maratea             | 23 | 30 | 8  | 7  | 15 | 35 | 36 | -1  |
|  | 16.  | Melfi               | 15 | 30 | 6  | 4  | 20 | 18 | 54 | -40 |